# محمد لعقاب
محمد لعقاب أستاذ جامعي وإعلامي، كاتب ومحلل سياسي جزائري، عضو إعلامي في مديرية حملة المترشح للرئاسيات عبد المجيد تبون (الرئيس الحالي).

## نشأته ودراسته

### نشأته
ولد محمد لعقاب سنة 1966 بمدينة دلس التابعة لولاية بومرداس.

### دراسته
- شهادة البكالوريا عام 1986 شعبة أدب.[3]
- طالب بمعهد علوم الإعلام والاتصال بالجزائر العاصمة.

## المناصب التي تولاها
- صحفي بعدة صحف وجرائد يومية وأسبوعية منها:

1. أسبوعية المسار المغاربي، صوت الأحرار.
2. الحقيقة الشروق العربي والثقافي، العالم السياسي.
3. الجيل والحرية المحقق السري، والشروق اليومي.

- عضو إعلامي بمديرية حملة عبد المجيد تبون.[2][4]
- أستاذ بكلية علوم الإعلام والاتصال جامعة الجزائر 3.[1][5]

## مؤلفاته
- الحصاد المدمر للربيع العربي: هل تصمد الجزائر في وجه التحديات.[6]
- الصليبية الأميركية وعهد حرب الحضارات.[7]
- مصر التي أسقطتها كرة القدم.[8][9]

- الاعلام الإسلامي المعاصر في الجزائر: نماذج من الصحافة المكتوبة «العقيدة» - «المنقذ» - «النهضة».[10]
- كتاب الصحفي الناجح.
- تهويد الوعي - 2014.
- المسلمون في حضارة الإعلام الجديدة - 1996